# Biserica fortificată din Bod

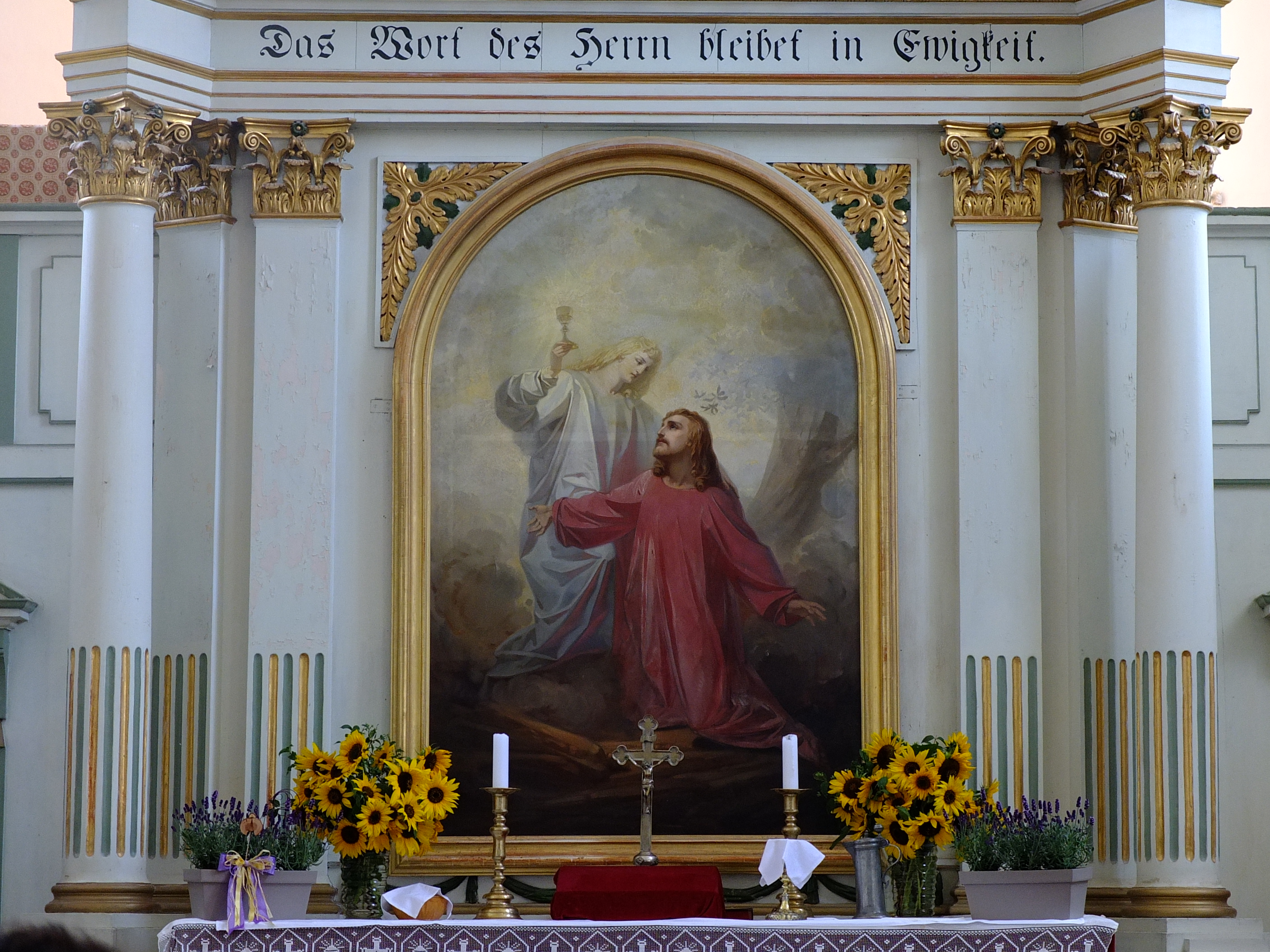
Altarul bisericii evanghelice din Bod

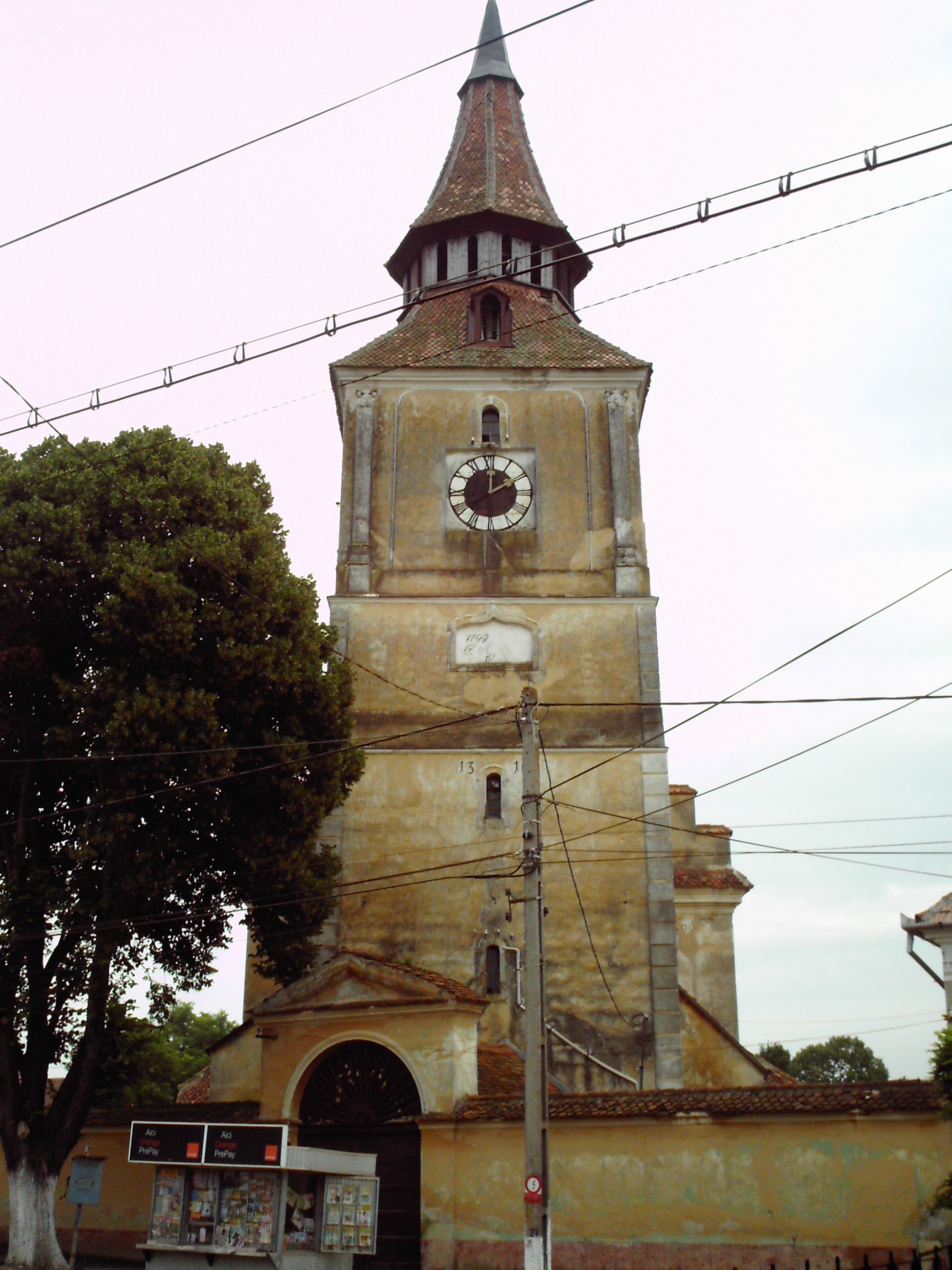
Turnul-clopotniță

Biserica fortificată din Bod este un ansamblu de monumente istorice aflat pe teritoriul satului Bod, comuna Bod. În Repertoriul Arheologic Național, monumentul apare cu codul 40615.08.
Ansamblul este format din următoarele monumente:
- Biserica evanghelică (cod LMI BV-II-m-B-11607.01)
- Fragmente ale incintei fortificate (cod LMI BV-II-m-B-11607.02)

## Localitatea
Bod, mai demult Bota (în germană Brenndorf, în maghiară Botfalu), este satul de reședință al comunei cu același nume din județul Brașov, Transilvania, România. Prima mențiune în documente datează din anul 1368.  

## Biserica
Localitatea a fost în Evul Mediu sat liber în districtul Brașov. În estul străzii principale se află biserica; partea cea mai veche este turnul clopotniță. Acesta a fost construit împreună cu o bazilică romanică în secolul al XIII-lea. La parter se pot observa resturile unui portal de V cu arc în plin cintru sau semicircular. Turnul s-a prăbușit în 1790 și a fost reconstruit. În timpul cutremurului din 1802, biserica este distrusă în totalitate. Biserica nouă este construită între 1804 și 1806. Din biserica medievală se păstrează numai cristelnița gotică, datată 1491. Sala simplă, cu tavan decorat cu stucatură, are pe 3 laturi balcoane. Altarul cu un tablou pictat de Carl Dörschlag în 1859 și orga constituie o unitate. 
De la incinta fortificată pe plan poligonal, întărită cu mai multe turnuri, s-a păstrat puțin după cutremurul din 1802. În 1856 turnul din NV ansamblului și zidul de incintă adiacent au fost demolate. Deteriorările turnului clopotniță după cutremurul din 1977, au fost remediate după proiectul inginerului Erhard Roth, prin introducerea de tiranți metalici.

## Vezi și
- Bod, Brașov